# 田原市立福江小学校
田原市立福江小学校（たはらしりつ ふくえしょうがっこう）は、愛知県田原市福江町にある公立小学校である。

## 概要
1947年（昭和22年）に福江国民学校から改称されて現在の校名になる。
田原市福江町の畠神社の裏にあり、全校児童は217名である（2023年9月3日付）。
1年間の行事はほぼ通常の学校と同じであるが、本校独自の行事としては年に1度開催される「お祭り広場」という行事がある。この行事は、児童たちが考えた景品店やお化け屋敷などで祖父母を楽しませようという企画で、毎年開催されている。
そのほかにも、運動会や市民館パレード（祭り）への参加、地域への貢献にも努めている。

## 主な学校行事
- 4月
  - 入学式・新任式、1学期始業式
- 5月
  - 修学旅行（6年生）In奈良・京都
- 6月
  - プール開き、キャンプ（5年生）In愛知県新城市「県民の森」
- 7月
  - 特別クラス夏季キャンプ（行き先不明）、1学期修了式、市小学校水泳大会
- 8月
  - 夏季休業、プール開放
- 9月
  - 2学期始業式、運動会
- 10月
  - 観劇会（劇団不明）、社会見学
- 11月
  - 親子凧作り教室、授業参観
- 12月
  - 持久走大会、耐寒マラソン、保護者会、2学期修了式、大晦日、冬季休業
- 1月
  - 元旦、冬季終業終了及び3学期始業式
- 2月
  - 就学児体験入学、特別クラスお別れ遠足
- 3月
  - 6年生を送る会、卒業証書授与式、3学期修了式

## 交通アクセス
- 豊橋駅または豊橋鉄道渥美線 三河田原駅から豊鉄バス 伊良湖本線伊良湖岬行きまたは保美行きで「渥美ショップ前」バス停下車、徒歩約5分。
- 豊橋市から国道259号（田原街道）に乗り伊良湖方面へ向かい、畠神社前の信号交差点を左折して70 m先。